# شبيه الدخان
شبيه الدخان (الاسم العلمي: Paracapnia)، جنس حشرات من فصيلة ذباب الحجر الشتوي الصغير. أنواعه خمسة، أعطانها الأصلية في أمريكا الشمالية.